# Liste der Bodendenkmäler in Holzheim (Donau-Ries)
Auf dieser Seite sind die Bodendenkmäler in der schwäbischen Gemeinde Holzheim zusammengestellt. Diese Tabelle ist eine Teilliste der Liste der Bodendenkmäler in Bayern. Grundlage ist die Bayerische Denkmalliste, die auf Basis des Bayerischen Denkmalschutzgesetzes vom 1. Oktober 1973 erstmals erstellt wurde und seither durch das Bayerische Landesamt für Denkmalpflege geführt wird. Die folgenden Angaben ersetzen nicht die rechtsverbindliche Auskunft der Denkmalschutzbehörde.

## Bodendenkmäler in Holzheim
| Lage       | Objekt                                                                                       | Akten-Nr.     | Bild |
| ---------- | -------------------------------------------------------------------------------------------- | ------------- | ---- |
| (Standort) | Siedlung vor- und frühgeschichtlicher Zeitstellung.                                          | D-7-7331-0001 |      |
| (Standort) | Grabhügel vorgeschichtlicher Zeitstellung.                                                   | D-7-7331-0088 |      |
| (Standort) | Siedlung vor- und frühgeschichtlicher Zeitstellung.                                          | D-7-7331-0094 |      |
| (Standort) | Siedlung vor- und frühgeschichtlicher Zeitstellung.                                          | D-7-7331-0095 |      |
| (Standort) | Siedlung vor- und frühgeschichtlicher Zeitstellung.                                          | D-7-7331-0096 |      |
| (Standort) | Siedlung vor- und frühgeschichtlicher Zeitstellung.                                          | D-7-7331-0098 |      |
| (Standort) | Befestigte Höhensiedlung vor- und frühgeschichtlicher Zeitstellung                           | D-7-7331-0099 |      |
| (Standort) | Siedlung des Neolithikums, der Latènezeit und der römischen Kaiserzeit sowie Siedlung        | D-7-7331-0102 |      |
| (Standort) | Siedlung vor- und frühgeschichtlicher Zeitstellung.                                          | D-7-7331-0103 |      |
| (Standort) | Siedlung der Linearbandkeramik und Stichbandkeramik sowie der Latènezeit.                    | D-7-7331-0104 |      |
| (Standort) | Körpergräber des Frühmittelalters.                                                           | D-7-7331-0105 |      |
| (Standort) | Grabhügel vorgeschichtlicher Zeitstellung.                                                   | D-7-7331-0106 |      |
| (Standort) | Grabhügel vorgeschichtlicher Zeitstellung.                                                   | D-7-7331-0127 |      |
| (Standort) | Siedlung und Grabhügel vor- und frühgeschichtlicher Zeitstellung.                            | D-7-7331-0134 |      |
| (Standort) | Grabhügel vorgeschichtlicher Zeitstellung.                                                   | D-7-7331-0145 |      |
| (Standort) | Wasserburgstall des Mittelalters.                                                            | D-7-7331-0164 |      |
| (Standort) | Mittelalterliche und frühneuzeitliche Befunde im Bereich der Kath. Pfarrkirche               | D-7-7331-0170 |      |
| (Standort) | Mittelalterliche und frühneuzeitliche Befunde im Bereich der Kath. Filialkirche              | D-7-7331-0173 |      |
| (Standort) | Mittelalterliche und frühneuzeitliche Befunde im Bereich der Kath. Filialkirche St. Nikolaus | D-7-7331-0178 |      |